# Germanton
Germanton – jednostka osadnicza w Stanach Zjednoczonych, w stanie Karolina Północna, w hrabstwie Forsyth.